# EMD GP40X形ディーゼル機関車
EMD GP40Xは、1977年から1978年の間にアメリカのGM-EMDが製造した4動軸の電気式ディーゼル機関車である。

## 概要
本形式は、GP50およびSD50の先行量産車的な意味合いで23両が製造された。うち10両はHT-B型台車を実験的に装備していた。この台車はGP50ではオプション対応とされたが、実際に装備したGP50はない。
HT-B型台車は、新たな高粘着台車としてEMDが開発したもので、日本国鉄のEF63形電気機関車が装着した台車の逆ハリンクと同じ原理でゴム緩衝器を斜めに配置して軸重の移動を減らし、長い軸バネを使用して乗り心地のうちの縦揺れを改善し、メンテナンスコスト削減およびメンテナンス期間の拡大を狙ったものであった。動輪直径が通常より2インチ大きい42インチ（1066.8mm）の動輪を使用し、ホイールベースは通常より1インチ長かった。しかし、新型台車は高価であったこと、鉄道会社は実績のない台車を使用することをためらったことなどから普及せず、ブロンバーグM形台車が引き続き装備された。
GP40Xの設計は、1965年にGP35の台枠で製造された試作車両が元になっている。この試作車両はEMD 433Aと呼ばれ、当時新設計だった645型エンジンを搭載し、4動軸の機関車としては初めて出力を3000馬力としたものであった。433Aはイリノイ・セントラル鉄道に買い取られ、ロードナンバー3075として使用された。ラジエタの形状とエンジン型式以外はGP40Xとほぼ同じ仕様であった。

## 落成時の所有者
| EMD GP40X                                  | EMD GP40X | EMD GP40X      | EMD GP40X       | EMD GP40X                                              |
| 鉄道事業者                                 | 両数      | ロードナンバー | 台車形式        | 備考                                                   |
| ------------------------------------------ | --------- | -------------- | --------------- | ------------------------------------------------------ |
| アッチソン・トピカ・アンド・サンタフェ鉄道 | 10        | 3800-3809      | ブロンバーグM型 | 3800 ロコトロールマスター、3801 ロコトロールレシーバー |
| サザン・パシフィック鉄道                   | 2         | 7200-7201      | HT-B型          | ロコトロールマスター、エレファント・イヤー装備         |
| サザン・パシフィック鉄道                   | 2         | 7230-7231      | HT-B型          | ロコトロールスレーブ、エレファント・イヤー装備         |
| サザン鉄道                                 | 3         | SOU 7000-7002  | ブロンバーグM型 | ハイノーズ                                             |
| ユニオン・パシフィック鉄道                 | 6         | 9000-9005      | HT-B型          |                                                        |